# Hastingsi vár
A hastingsi vár egy ma már romos középkori normann erőd az angliai Hastingsben. Ez volt az első normann földhalomvár Angliában.

## Története
1066-ban amikor a normannok partra szálltak Angliában, Hódító Vilmos Hastingsben azonnal egy favár építését rendelte el a tengertől nem messze. A győztes hastingsi csatát követően Vilmos parancsnoka, Humphrey de Tilleul gondjaira bízta a várat. 1069 körül az erődöt a várossal együtt Eu grófja, Robert kapta meg. Robert a falakon belül templomot emeltetett. A várat 1070-ben kőből újjáépítették.
II. Henrik uralkodása idején a várban jelentős munkálatokat végeztek el. Mindezek ellenére 1216-ban János király, attól tartva, hogy egy esetleges francia támadás során a vár a franciák kezére kerülne, elrendelte lerombolását. 1225-ben III. Henrik felújíttatta és ismét felfegyverezte Hastingset, míg II. Eduárd uralkodása idején újból lerombolták.
A 13. század során Hastingsen több kegyetlen vihar is végigsöpört, melyek során a kikötő megsemmisült, a vár nagy része pedig a tengerbe zuhant. A kikötő pusztulásával a város elveszítette katonai fontosságát és jelentéktelen halászfaluvá hanyatlott. Ez a vár sorsát is megpecsételte. 1591-ben a romokat a Pelham család vásárolta meg és a vár területét évszázadokig gazdálkodásra használták. 1824-ben Chichester hatodik earlje, Thomas Pelham teljes körű ásatást végeztetett a helyszínen.
A viktoriánus korban a várrom turisztikai látványosság lett. A második világháború idején a Hastingset érő légi támadások miatt légvédelmi ágyút telepítettek a vár falára, míg a meredek sziklafalakat kommandósok kiképzéséhez használták. 1951-ben a Pelham család 3000 fontért eladta a várat a Hastings Corporationnek. 1966-ban egy emléktáblát helyeztek el a hastingsi csata emlékére.

## A romok ma

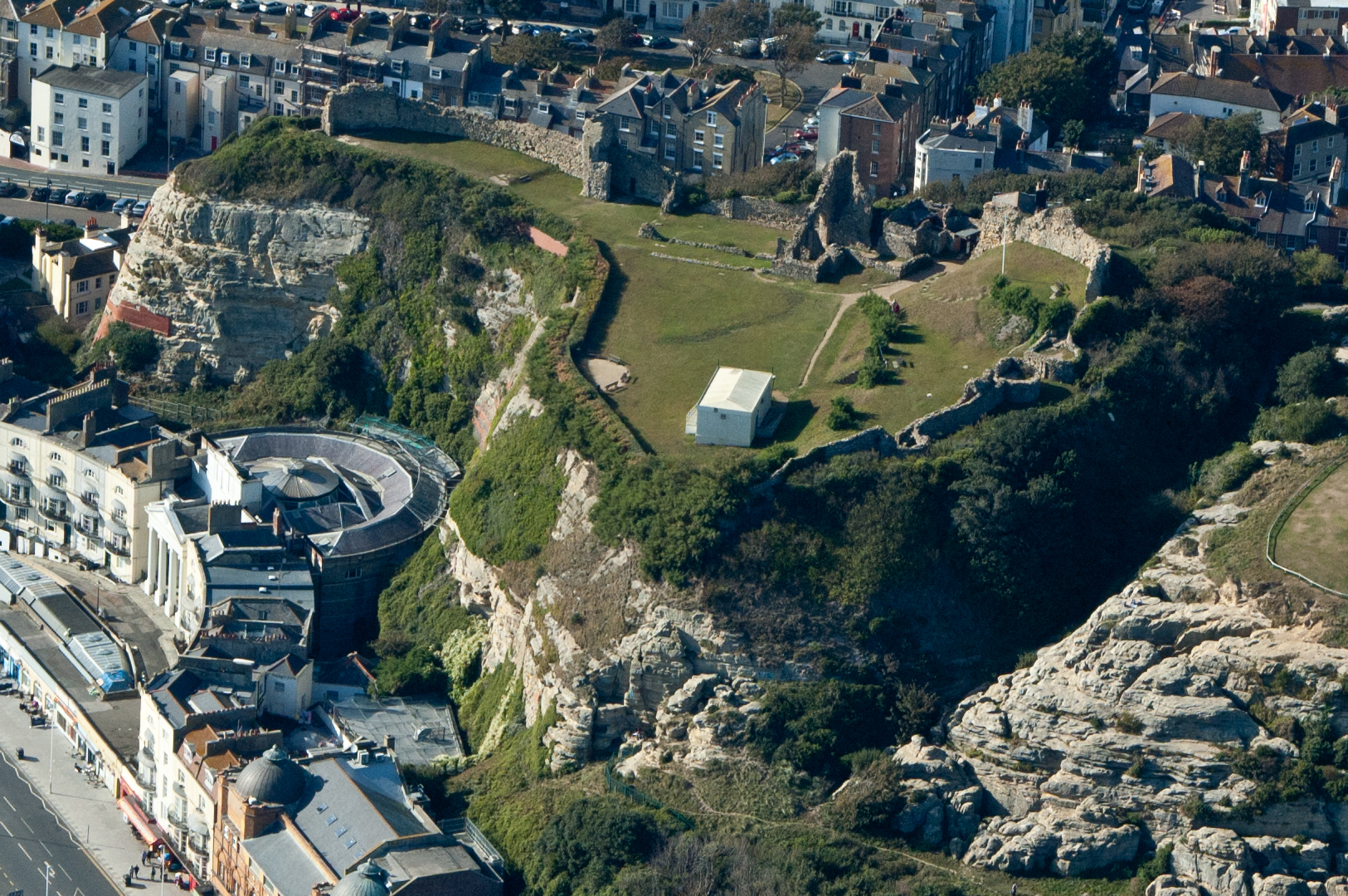
A hastingsi vár romjai

A ma látható romok legjobb állapotban megmaradt részei a Robert által alapított templomhoz tartoznak. A középkori erőd több mint kétharmada teljesen elpusztult. A vár Hastings egyik fontos turisztikai látványosságának számít.